# NK 루츠코
NK 루츠코(NK 루츠코)는 크로아티아의 수도 자그레브를 연고로 하는 축구 클럽이다.

## 선수 명단

### 현역
참고: FIFA 자격 규정에 따라 소속된 국가대표팀 국기를 표시합니다. 선수는 복수의 FIFA 비회원국 국적을 가지고 있을 수 있습니다.
| 번호 | 포지션 | 국적     | 이름              |
| ---- | ------ | -------- | ----------------- |
| 16   | DF     | 잉글랜드 | 데스몬드 윌리엄스 |

| 번호 | 포지션 | 국적 | 이름 |
| ---- | ------ | ---- | ---- |